# Giardia
Giardia és un gènere de protozous anaeròbics flagel·lats i paràsits. En animals vertebrats causen la malaltia de la giardiasi. El seu cicle vital alterna entre l'activitat nedadora activa (tropozoït) i la forma de resistència com un cist. El nom del gènere deriva del cognom del zoòleg francès Alfred Mathieu Giard.

## Sistemàtica
Se n'han descrit unes 40 espècies en animals diferents, però probablement moltes són només sinònims. Actualment, es reconeixen tan sols cinc o sis espècies. Giardia lamblia (=G. intestinalis, =G. duodenalis) infecten humans i altres mamífers, G. muris es troba en altres mamífers, G. ardeae i G. psittaci en ocells, G. agilis en amfibis i G. microti en rosegadors. Altres de descrites, (però no necessàriament vàlides) inclouen:
- Giardia beckeri
- Giardia beltrani
- Giardia botauri
- Giardia bovis
- Giardia bradypi
- Giardia canis
- Giardia caprae
- Giardia cati
- Giardia caviae
- Giardia chinchillae
- Giardia dasi
- Giardia equii
- Giardia floridae
- Giardia hegneri
- Giardia herodiadis
- Giardia hyderabadensis
- Giardia irarae
- Giardia marginalis
- Giardia melospizae
- Giardia nycticori
- Giardia ondatrae
- Giardia otomyis
- Giardia pitymysi
- Giardia pseudoardeae
- Giardia recurvirostrae
- Giardia sanguinis
- Giardia serpentis
- Giardia simoni
- Giardia sturnellae
- Giardia suricatae
- Giardia tucani
- Giardia varani
- Giardia viscaciae
- Giardia wenyoni

Els estudis genètics i bioquímics han revelat l'heterogeneïtat de Giardia lamblia, la qual conté probablement com a mínim 8 llinatges o espècies críptiques.
Una Giardia va ser el primer diplomonad a tenir el seu genoma seqüenciat, té 11,7 milions de parells de bases.